# Folkvang
Folkvang eller Fólkvangr er et idyllisk land i nordisk mytologi.
Freja bor i Folkvang.